# 函南町立東小学校
函南町立東小学校（かんなみちょうりつ ひがししょうがっこう）は、静岡県田方郡函南町平井にある公立小学校。

## 沿革
- 1976年（昭和51年）
  - 4月 - 開校[1]。開校式、第1回入学式、始業式挙行。
  - 6月 - 新校舎にて授業開始（開校記念日）。
  - 10月 - 落成式挙行。校歌・校章制定[1]。
- 1977年（昭和52年）7月 - プール落成式挙行。
- 1978年（昭和53年）1月 - 8教室増設工事竣工。
- 1979年（昭和54年）1月 - 体育館竣工。
- 1980年（昭和55年）3月 - 光の子（立像）除幕。
- 1982年（昭和57年）3月 - 6教室増設工事竣工。
- 1986年（昭和61年）8月 - 第2運動場の整備。
- 1987年（昭和62年）8月 - 校舎耐震補強工事完成。
- 1989年（平成元年）11月 - 「光の子まつり」を「光の子ランド」に改称。
- 1991年（平成3年）
  - 3月11日 - 開校15周年記念式典[1]。
  - 11月 - 光の子ブロンズ像序幕。
- 1992年（平成4年）4月 - 学校週5日制開始。
- 1997年（平成9年）3月 - 非常用発電装置設置。
- 2003年（平成15年）10月 - プール塗装。
- 2005年（平成17年）8月 - 路拡幅による、グランド南側整備。
- 2006年（平成18年）
  - 4月 - 2学期制開始。
  - 6月 - 開校30周年記念式典[1]。
  - 12月 - 開校30周年記念植樹（ヒメシャラ）[1]。
- 2009年（平成21年）10月 - 体育館耐震補強工事。
- 2013年（平成25年）12月 - 南校舎、西校舎大規模改修工事。屋上ソーラーパネル設置。
- 2014年（平成26年）12月 - 北校舎大規模改修工事。工事終了を祝す開校39周年記念式典挙行。

## 進学先中学校
- 函南町立東中学校

## 周辺
- 東部留守家庭児童保育所
- 静岡県道136号函南停車場反射炉線
- 函南町立自由ヶ丘保育園

## アクセス
- 伊豆箱根バス「函南駅～畑毛温泉」線で、「切透し」バス停から、徒歩約220m・約4分。